# Požár Karlových Varů roku 1759
Požár Karlových Varů roku 1759 zachvátil město ve středu 23. května v odpoledních hodinách. I když na pomoc přišli obyvatelé z blízkého i vzdálenějšího okolí, shořelo tehdy během několika hodin 224 domů, což byly dvě třetiny celé městské zástavby.

## Katastrofy města
Požár v roce 1759 nebyla jediná ničivá událost, která dolehla na Karlovy Vary. Dne 9. května 1582 došlo k devastující povodni. Způsobily ji silné jarní deště a následné protržení rybníků. Mohutná přílivová vlna na řece Teplé pak ve městě strhala všechny mosty a ze 102 domů poškodila 36 úplně a 18 částečně. Další ničivou událostí byl požár, ke kterému došlo dne 13. srpna 1604. Tehdy dvě dcery Apolonie Rutendunstové při pohledu z okna na pochodující vojáky zapomněly, že na kamnech přetavují máslo. Devastující oheň ušetřil pouhé tři domy, zničil 99 ze 102 domů, které v té době tvořily celé město. Vyhořela i radnice. Následné zotavování lázeňského města přerušila třicetiletá válka. Tehdy jej v roce 1640 vyplenili Švédové. K dalšímu drancování švédskými vojsky došlo v letech 1645 a 1646. V roce 1759 vypukl níže popisovaný požár. Díky svému tehdejšímu věhlasu se Karlovy Vary poměrně rychle vzpamatovaly. Později došlo k největší povodni v historii Karlových Varů. Ta postihla město dne 24. listopadu 1890. Zničeno bylo na 400 obchodů a více než 200 domů bylo poškozeno. Mnohé z nich tak vážně, že musely být strženy. Během záchranných prací při povodni zemřel tehdejší starosta města Eduard Knoll.

## Požár roku 1759

### Vznik a průběh
K požáru došlo ve středu 23. května 1759. Dům U Tří mouřenínů patřil v té době cínařskému mistrovi Josefu Heilingötterovi. V jednu hodinu odpoledne byl nad domem spatřen černý dým. Zanedlouho byl celý dům v plamenech a prudký vítr, který toho dne vál, rozšířil oheň na ostatní střechy.
Požár se brzy dostal i na druhý břeh řeky, kde začaly hořet domy v blízkosti Vřídla. Mezi obyvateli nejprve zavládl zmatek, brzy ale začali oheň hasit. Na pomoc přišli i lidé z okolí, z Andělské Hory, Březové, Hůrek, Olšových Vrat a Stanovic. Přijeli i obyvatelé Lokte a přivezli sebou velkou hasičskou stříkačku. V šest hodin večer byl oheň uhašen.

### Důsledky
Celkem shořelo 224 domů, což znamenalo dvě třetiny tehdejší městské zástavby. Na levém břehu řeky Teplé bylo poničeno vše od domu Zlatý věnec až k Mlýnským lázním (dnes Mlýnská kolonáda). Požár poničil i městskou věž (dnes Zámecká věž), kde shořely věžní hodiny. Zasažena byla i tehdejší radnice na Tržišti. Na pravém břehu se oheň dostal na objekty v Divadelní ulici, Pražské ulici (dnes Moravská), na Jakubův vrch (dnes Hálkův), ve Vřídelní ulici a také na domy mezi Jánským mostem, Vřídelní lávkou a Řeznickou lávkou (zřejmě dnes Špitální). Ušetřen nezůstal ani kostel svaté Máří Magdaleny, oheň zde roztavil všechny čtyři kostelní zvony. Při požáru zahynuli čtyři osoby. Celková škoda činila 364 tisíce zlatých. Na obnovu města přispěl císařský pár, František I. Štěpán Lotrinský a Marie Terezie, finančním darem jednoho tisíce zlatých. Pomocí přispělo i město Řezno.
Oprava některých domů začala již v listopadu téhož roku, i když povolení k nové výstavbě bylo vydáno až v květnu 1760. Kostelní věže svaté Máří Magdalény byly zastřešeny sedlovou střechou. Jako připomínka tohoto velkého neštěstí byl za domem Mořská pana vztyčen barokní sloup, který požár města přestál.
Rovněž v roce 1760 byl dvorním dekretem vydán zastavovací plán města, podle něhož se zástavba, co se týče komfortnosti a vybavenosti všech nových budov, musela řídit již barokními principy. Obnova se sice uskutečnila na středověké parcelaci, ale architektonicky získalo město jednotný ráz pozdního baroka s rokokovými prvky. Již v roce 1761 byly obnoveny Obecní lázně u Vřídla a roku 1762 byly postaveny nové Mlýnské lázně s pěti koupelnami a sálem v patře. V letech 1774–1777 pak byl u Vřídla vystavěn Vřídelní sál a stal se prvním skutečným Kursalonem v Karlových Varech.
Heilingötterovi byli přísně potrestáni, dokonce jim hrozilo, že budou vykázáni z města. Roku 1760 i Josef Heilingötter nechal postavit nový cihlový dům U Tří mouřenínů. V roce 1770 bylo již provinění zapomenuto a Josef Heilingötter zasedal v městské radě.
Vznik tohoto požáru se nikdy nepodařilo úspěšně dopátrat.